# Себала
Себала (араб. السبالة) — місто в Тунісі. Входить до складу вілаєту Сіді-Бузід. Станом на 2004 рік тут проживало 2 506 осіб.